# 로혼치의 서

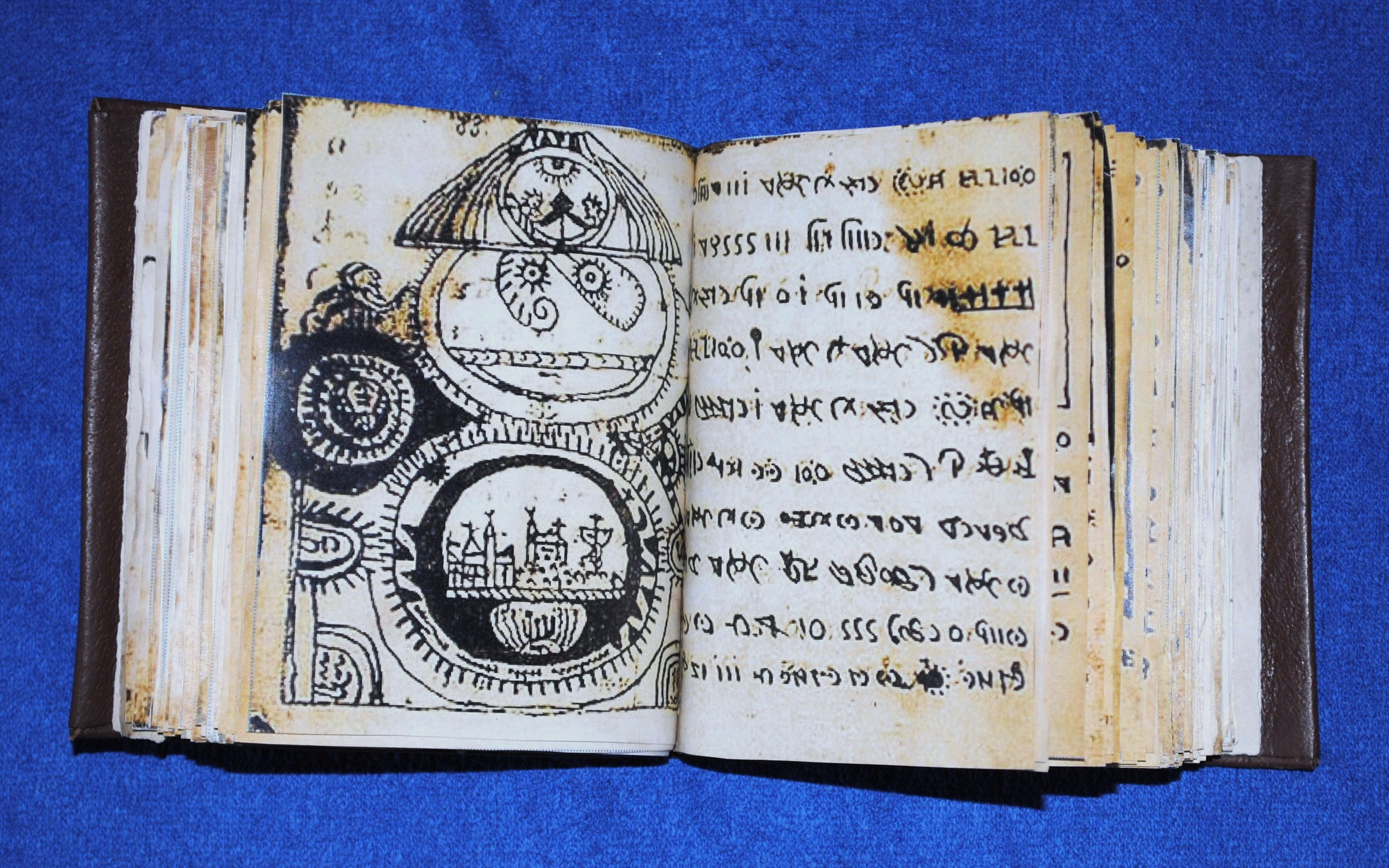

《로혼치의 서》(Rohonczi Codex)는 미해독된 문자와 정체불명의 그림으로 쓰인 책이다. 근원은 불명이며, 구스타브 바치아니에 의해 1838년 헝가리 과학아카데미에 그의 나머지 장서 전체와 함께 기증되었다. "로혼치의 서"라는 이름은 1907년까지 이 사본이 보존된 서부 헝가리의 도시 로혼치(현재 오스트리아의 레흐니츠)의 이름을 따서 지어졌다. 사본은 1907년 부다페스트로 옮겨졌다가 인스부르크대학의 베른하르트 윌크에게 보내졌으나, 그 또한 해석에는 실패했다.

## 특징

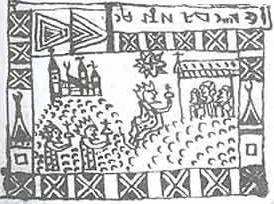
삽화

12x10cm의 448쪽으로 되어 있으며, 각 쪽은 9줄에서 14줄까지의 글로 채워져 있다. 글과 함께 87개의 삽화가 삽입되어 있으며, 이 삽화들은 종교적, 세속적, 군사적 장면들을 나타내고 있다. 이 삽화들은 기독교인, 이교도, 무슬림들이 공존하는 사회를 그린 것으로 보이며, 이는 십자가, 초승달, 태양 및 스와스티카가 모두 등장하는 것에서 추측된 것이다.
사용된 글자의 수는 일반적으로 알려진 알파벳보다 10배가량 많으며 일부 글자들은 아주 드물게 사용된다. 이에 따라 사본에 사용된 문자는 알파벳이 아니라 음절문자나 혹은 표의문자로도 생각된다. 사본의 글은 오른쪽으로 정렬되어 있으며 이에 따라 각 글자는 오른쪽에서 왼쪽으로 쓰였을 것으로 짐작된다.
사용된 종이에 대한 연구에 따르면 이는 아마도 1430년대 베네치아에서 제작된 종이일 것으로 추정되나, 그보다 더 오래된 사본에서 옮겨진 텍스트일 가능성도 있다.

## 언어
사용된 언어는 알려지지 않았다. 헝가리어, 다키아어, 고대 루마니아어 혹은 쿠마어 등이 거론되었으나 명백한 증거는 없다. 루마니아의 도브로게아 지역의 초기 스키타이 사제들의 동굴에서 유사한 문자가 새겨진 것이 발견되었다.
루마니아의 어문학자 비오리카 에나키우크는 이 사본의 번역을 시도하였으나, 처음에 불가타 라틴어 혹은 초기의 루마니아어로 간주한 바와 달리 사본의 언어는 루마니아어의 특징을 보이지 않는다. 시도된 번역은 사본이 왈라키아인들의 쿠마인들과 페츠넥인들과의 전쟁을 다룬 역사서라고 주장한다.

## 같이 보기
- 보이니치 문서